# Maxim Sidorov
Maxim Sidorov (Rusia, 13 de mayo de 1986) es un atleta ruso especializado en la prueba de lanzamiento de peso, en la que consiguió ser medallista de bronce europeo en pista cubierta en 2011.

## Carrera deportiva
En el Campeonato Europeo de Atletismo en Pista Cubierta de 2011 ganó la medalla de bronce en el lanzamiento de peso, llegando hasta los 20.55 metros, tras los alemanes Ralf Bartels (oro con 21.16 metros) y David Storl (plata con 20.75 metros).